# Victoria Woodhull
Victoria Claflin Woodhull, más tarde conocida como Victoria Woodhull Martin (Ohio, 23 de septiembre de 1838–Bredon, 9 de junio de 1927), fue una líder del movimiento por el sufragio femenino en los Estados Unidos.
En 1872, Woodhull se convirtió en la primera mujer en presentar su candidatura para la presidencia de los Estados Unidos. Además de su labor como activista a favor de los derechos de las mujeres y de las reformas laborales, Woodhull apoyaba el amor libre, que para ella significaba tener libertad para casarse, divorciarse y tener hijos sin la interferencia del gobierno.
Woodhull pasó dos veces de la pobreza a la riqueza: la primera vez, cosechó un gran éxito gracias a su trabajo con la magnetoterapia, y la segunda vez, en la década de 1870, luego de unirse al movimiento espiritualista, hizo una fortuna como corredora de bolsa en Nueva York. Aunque la autoría de varios de sus artículos está en disputa (algunos de sus escritos y discursos fueron colaboraciones entre ella, sus ayudantes y su segundo esposo, el coronel James Blood), su rol como representante de los movimientos sociales por el voto femenino y demás causas a favor de los sectores desfavorecidos fue muy poderoso. Junto con su hermana, fue la primera mujer que operó una financiera en Wall Street, y ambas fueron de las primeras mujeres que fundaron un periódico, Woodhull & Claflin's Weekly, que comenzó a publicarse en 1870.
A principios de la década de 1870, en su etapa política más activa, Woodhull adquirió notoriedad como la primera mujer que presentó su candidatura para la presidencia de los Estados Unidos, como representante del partido Equal Rights, que abogaba por el sufragio femenino y la igualdad de derechos. Días antes de las elecciones, fue acusada de obscenidad por haber publicado un artículo sobre el supuesto romance adúltero entre el prominente ministro Henry Ward Beecher y Elizabeth Tilton y arrestada, lo que sumó una gran cobertura mediática a su candidatura. No recibió votos electorales y no se sabe con seguridad si obtuvo algún voto popular.
Las reformas y los ideales de Woodhull para la clase trabajadora, en contraposición a lo que ella veía como la elite corrupta y capitalista, eran muy controvertidos y extremistas en su época. Varias generaciones después, muchas de estas reformas han sido implementadas y algunas de sus ideas y sugerencias aún están en debate.

## Primeros años y educación
Victoria California Claflin nació en el pueblo rural de Homer, Licking County, Ohio. Fue la séptima de diez niños, de los cuales solo seis llegaron a la adultez. Su madre, Roxanna "Roxy" Hummel Claflin, era analfabeta e hija ilegítima, y seguidora del médico y terapista alternativo austríaco Franz Mesmer y del nuevo movimiento espiritualista. Su padre, Reuben "Old Buck" Buckman Claflin, era un estafador y un vendedor de aceite de serpiente.  Provenía de una rama empobrecida de la familia Chaflin, de origen escocés y establecida en Massachusetts, y era primo lejano del gobernador William Claflin. Victoria forjó una excelente relación con su hermana, Tennessee Celeste Claflin (apodada Tennie), la hija menor de la familia, siete años más joven que ella. De adultas, trabajaron juntas para fundar una agencia de corredores y un periódico en la ciudad de Nueva York.
A los once años de edad, Woodhull había tenido solo tres años de educación formal, pero sus maestros la consideraban muy inteligente. Se vio obligada a abandonar la escuela y Homer con su familia después de que su padre aseguró por una gran suma de dinero el molino de granos de la familia, que estaba muy deteriorado, y le prendió fuego. Cuando intentó recibir el dinero de la póliza, los agentes descubrieron que el incendio había sido intencional, por lo que fue expulsado de la ciudad. Los habitantes de Homer reunieron fondos para ayudar al resto de la familia a abandonar Ohio.

## Matrimonios

### Primer matrimonio y familia

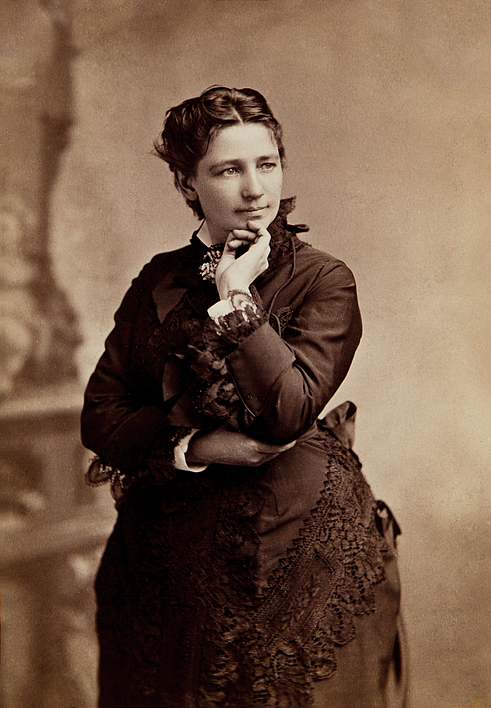
Victoria Woodhull, c. 1860.

Cuando tenía catorce años de edad, Victoria conoció a Canning Woodhull, de veintiocho, un médico originario de los suburbios de Rochester. Su familia la había llevado por una consulta relacionada con una enfermedad crónica de la joven. Woodhull practicaba la medicina en Ohio en una época en que el estado no requería una educación médica formal ni una licencia. Según algunos testigos, aseguraba ser el sobrino de Caleb Smith Woodhull, alcalde de la ciudad de Nueva York entre 1849 y 1851; en realidad era un primo lejano.
Su certificado de matrimonio indica que la pareja se casó en Cleveland el 23 de noviembre de 1853, cuando Victoria tenía quince años y dos meses de edad.
Pronto descubrió que su nuevo esposo era alcohólico y mujeriego, lo que la obligó a trabajar fuera de su casa para mantener a su familia. Tuvieron dos hijos, Byron y Zula Maude. Según algunas fuentes, Byron nació en 1854 con una discapacidad intelectual, una condición causada, según Victoria, por el alcoholismo de su esposo. Otra versión indica que su discapacidad surgió cuando el niño cayó de una ventana. Victoria se divorció de su esposo poco después del nacimiento de sus hijos y conservó su apellido.

### Segundo matrimonio
Hacia 1866, Woodhull contrajo matrimonio con el coronel James Harvey Blood, quien también se encontraba en sus segundas nupcias. El coronel había combatido para el Ejército de la Unión en Misuri durante la guerra civil estadounidense, y había sido elegido auditor de la ciudad de San Luis, Misuri. En 1872, Woodhull comenzó una relación con el anarquista Benjamin Tucker, que duró tres años. Se divorció de Blood en octubre de 1876.

### Amor libre
El apoyo de Woodhull al amor libre surgió, posiblemente, cuando descubrió las falencias de su primer esposo. Las mujeres que contraían matrimonio en los Estados Unidos durante el siglo XIX debían respetar la unión, incluso si no existía amor, y tenían pocas opciones para escapar. El divorcio, aunque era posible, era escandaloso, y las mujeres divorciadas eran estigmatizadas y a menudo excluidas de la sociedad. Victoria Woodhull opinaba que las mujeres debían tener la opción de abandonar los matrimonios dañinos para ellas. Estaba en contra de la hipocresía de la sociedad, que toleraba que los hombres casados tuviesen amantes y relaciones sexuales ocasionales. En 1872, criticó de manera pública al famoso clérigo Henry Ward Beecher por adulterio. Beecher tenía una aventura con una de sus feligresas, Elizabeth Tilton, quien más tarde confesó el romance. Woodhull envió las pruebas del romance utilizando el correo federal, lo que la llevó a la cárcel. Woodhull creía en las relaciones monógamas, aunque aclaraba que también tenía el derecho de amar a alguien más "de forma exclusiva" si lo deseaba. Dijo:

Las mujeres, por naturaleza, poseen el derecho de la determinación sexual. Cuando se despierta el deseo instintivo en ellas, en ese momento y solo en ese momento deberían tener relaciones. Cuando la mujer pasa de la esclavitud a la libertad sexual, a tener control y posesión de sus órganos sexuales, el hombre está obligado a respetar su libertad, y de esta manera el instinto se volverá puro y sagrado; a partir de allí las mujeres se despegarán de la inmoralidad y el morbo en los que ahora trata de subsistir, y la intensidad y la gloria de sus funciones creativas se incrementarán cien veces...

En un discurso que brindó el 20 de noviembre de 1871 en Steinway Hall, Nueva York, Woodhull estableció con claridad su opinión sobre el amor libre:

"Sí, creo en el amor libre. Tengo un derecho inalienable, constitucional y natural a amar a quien yo quiera, por el tiempo que pueda; a cambiar ese amor todos los días si así lo deseo, y ninguna persona ni ley está autorizada a interferir en ese derecho.

### Rumores de prostitución y postura
Desde el siglo XIX, comenzaron a surgir rumores sobre que Woodhull era una prostituta, pero no existen evidencias que apoyen esta teoría.  Supuestamente, estos rumores tienen su origen en una serie de artículos publicados por el Chicago Mail, pero dichos artículos no han sido encontrados.  Woodhull, de hecho, se expresó en contra de la prostitución, e incluso consideraba al matrimonio por conveniencia una forma de prostituirse, aunque su periódico, Woodhull & Claflin's Weekly, apoyaba la legalización del trabajo sexual. Un registro personal de un amigo del coronel Blood sugiere que Tennie, la hermana de Woodhull, estaba recluida en un cabaret contra su voluntad hasta que Woodhull la rescató, pero esta versión no está confirmada.

## Carrera

### Corredora de bolsa

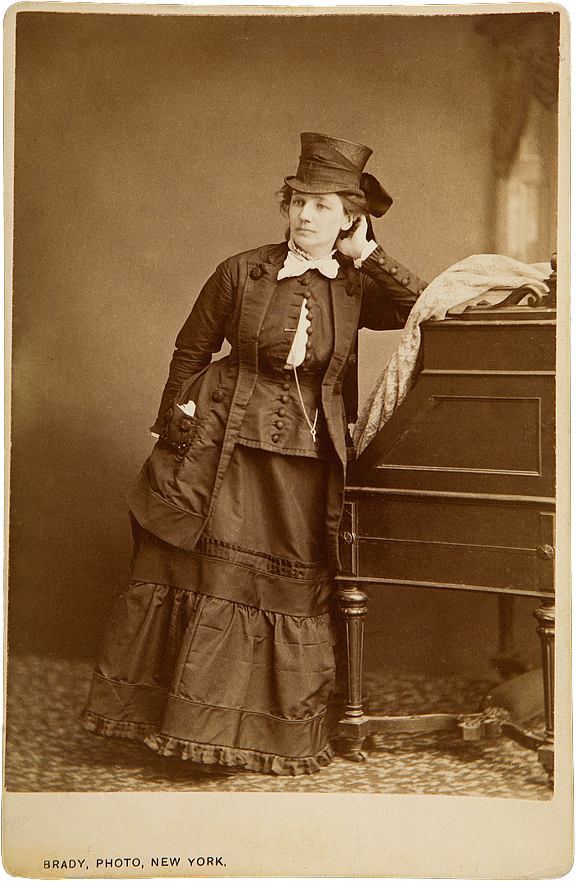
Retrato fotográfico de Woodhull, por Mathew Brady.

Woodhull y su hermana Tennessee (Tennie) Claflin fueron las primeras corredoras de bolsa mujeres en los Estados Unidos. En 1870 abrieron una agencia en Wall Street, Woodhull, Chaflin & Company, con la ayuda del adinerado Cornelius Vanderbilt (un admirador de las habilidades de Woodhull como médium), con la que llegaron a hacer una fortuna en la Bolsa de Nueva York. En la época existía el rumor de que Vanderbilt era el amante de Tennie, y que de hecho había considerado casarse con ella.
Algunos periódicos, como el New York Herald, aclamaban a las hermanas como "Las reinas de las finanzas" y "Las cautivadoras corredoras". Muchos periódicos para hombres contemporáneos (por ejemplo, The Days' Doings) publicaron imágenes sexualizadas de Woodhull y Chaflin administrando la firma (aunque, en realidad, las hermanas no participaban en la administración diaria de la empresa), uniendo el concepto de mujeres independientes y determinadas con las ideas de "inmoralidad sexual" y prostitución.

### Editora
El 14 de mayo de 1870, Woodhull y Chaflin usaron el dinero que habían obtenido por su trabajo en la bolsa para fundar un periódico, Woodhull & Claflin's Weekly, cuyo principal objetivo era apoyar la candidatura de Victoria Claflin Woodhull para presidenta de los Estados Unidos, y que se imprimiría durante seis años. El feminismo era el principal interés del Weekly, pero terminó adquiriendo notoriedad por publicar opiniones controvertidas sobre temas tabú, como la educación sexual, el amor libre, el voto femenino, el uso de faldas cortas, el espiritualismo, el vegetarianismo y la prostitución legal. Algunos historiadores han señalado que el periódico también apoyaba los métodos anticonceptivos, pero otros han cuestionado esta afirmación. El Weekly fue el primer medio de habla inglesa que publicó el Manifiesto comunista de Karl Marx traducido al inglés, en su edición del 30 de diciembre de 1871. James Blood y Stephen Pearl Andrews escribían la mayor parte de los artículos, y contaban también con otros escritores ocasionales.
En 1872, el Weekly publicó una noticia que desató un escándalo nacional y se mantuvo en el ojo público durante meses. Henry Ward Beecher, un reconocido pastor de la Iglesia de Brooklyn Plymouth, había condenado la filosofía de amor libre de Woodhull en sus sermones. Pero uno de sus feligreses, Theodore Tilton, le reveló a Elizabeth Cady Stanton, una colega de Woodhull, que su esposa le había confesado que Beecher estaba cometiendo adulterio con ella. Woodhull, indignada por tanta hipocresía, decidió exponer a Beecher. El caso terminó en 1875, tras un juicio por adulterio, en un procedimiento que sería uno de los episodios legales más sensacionales de la época, y que atrajo la atención de cientos de miles de estadounidenses. El juicio finalizó sin resultados, ya que el jurado jamás logró llegar a un acuerdo.
Los métodos y tácticas de Woodhull para exponer sus puntos de vista no causaban la misma impresión en todos sus contemporáneos. El empresario George Francis Train la defendió públicamente en una ocasión; otras feministas de su época, como Susan B. Anthony, estaban en desacuerdo con su manera de expresarse para lograr la igualdad de la mujer. Algunos la consideraban oportunista e impredecible; en un incidente que adquirió notoriedad, se enfrentó con Anthony en una reunión de la Asociación Nacional del Voto Femenino (NWSA, por sus siglas en inglés).

### Defensora de los derechos de la mujer
Woodhull logró infiltrarse en el dominio masculino de la política nacional y testificó a favor del voto femenino ante el House Judiciary Committee. Allí, sostuvo que las mujeres ya tenían el derecho de votar (solo tenían que utilizarlo), ya que la decimocuarta y la decimoquinta enmienda a la Constitución garantizaban la protección de ese derecho para todos los ciudadanos. La lógica simple pero poderosa de su argumento impresionó a algunos de los miembros del comité. Las líderes del movimiento sufragista, tras enterarse del inminente discurso de Woodhull, pospusieron la apertura de la tercera convención anual de la Asociación en Washington para asistir a la audiencia ante el comité. Susan B. Anthony, Elizabeth Cady Stanton e Isabella Beecher Hooker aclamaron a Woodhull como la nueva vencedora de su causa y aplaudieron sus declaraciones: "Las mujeres son iguales a los hombres ante la ley, y son iguales en todos sus derechos".
Con el poder obtenido tras su primera aparición pública como defensora de los derechos de la mujer, Woodhull se convirtió en una de las líderes del movimiento sufragista. Aunque su argumento sobre la Constitución no era original, logró atraer la atención pública hacia el sufragio femenino de una forma sin precedentes. Fue la primera mujer de la historia que realizó una petición al Congreso en persona y varios periódicos cubrieron su discurso; Frank Leslie's Illustrated Newspaper publicó un grabado de página completa de Woodhull, rodeada por prominentes sufragistas, expresando su opinión.

### Candidatura presidencial

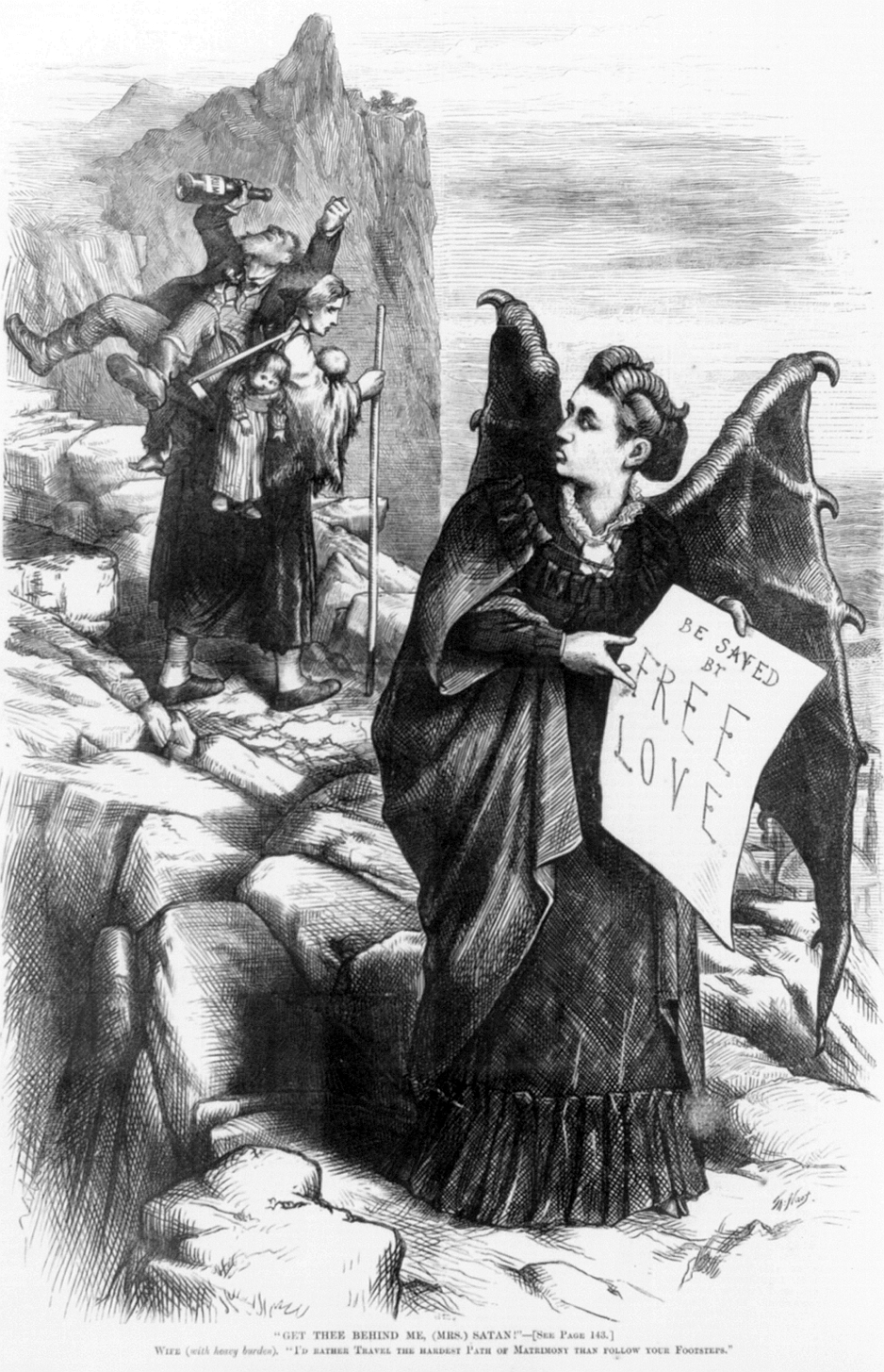
"Get thee behind me, (Mrs.) Satan!", caricatura de 1872 de Thomas Nast.

Woodhull presentó su candidatura a la presidencia de los Estados Unidos por el partido Equal Rights el 10 de mayo de 1872 en el Apollo Hall, en la ciudad de Nueva York. Había anunciado su intención de ser candidata un año antes, en 1871, año en el que también se expresó de manera pública contra el gobierno compuesto por hombres; su idea era desarrollar una nueva constitución y un nuevo gobierno en el plazo de un año. El 6 de junio de 1872 ratificó su candidatura, con Frederick Douglass, un antiguo abolicionista, como vicepresidente. Douglass, quien se desempeñaba como elector presidencial para el estado de Nueva York, no asistió a la convención y nunca reconoció la nominación.
Aunque numerosos historiadores y escritores están de acuerdo en que Woodhull fue la primera mujer que presentó su candidatura para la presidencia de los Estados Unidos, algunos han cuestionado la legalidad de la presentación, ya que Woodhull no tenía la edad legal mínima que se exigía a los candidatos (35 años de edad). Sin embargo, la cobertura mediática de las elecciones por parte de los periódicos contemporáneos no sugiere que la edad fuese un obstáculo de importancia. La biógrafa Mary L. Shearer, descendiente del coronel Blood e investigadora de la vida de Woodhull, no ha encontrado un solo artículo que mencione que su edad fuese un problema para su candidatura. La inauguración presidencial fue en marzo de 1873 y Woodhull cumplió 35 años en septiembre de ese mismo año.
La campaña de Woodhull se destacó, además, por la nominación de Frederick Douglass, que generó una gran controversia relacionada con la mezcla de blancos y afroamericanos en la vida pública y temores de mestizaje, dado que Douglass se había casado con una mujer blanca mucho más joven que él después del fallecimiento de su primera esposa.  El partido Equal Rights tenía la esperanza de utilizar las nominaciones para reconciliar a los sufragistas con los activistas de los derechos civiles de los afroamericanos, dado que la exclusión del sufragio femenino de la decimoquinta enmienda dos años atrás había causado una rispidez importante entre ambos grupos.
Woodhull, maltratada por los medios por su apoyo al amor libre, dedicó un número del Woodhull & Claflin's Weekly (2 de noviembre de 1872) a un supuesto romance adúltero entre Elizabeth Tilton y el reverendo Henry Ward Beecher, un prominente ministro protestante de Nueva York (Beecher apoyaba el sufragio femenino, pero se había pronunciado en contra del amor libre en sus sermones). Woodhull publicó el artículo para resaltar lo que consideraba como un doble estándar sexual entre los hombres y las mujeres.
Ese mismo día, cuando faltaba muy poco tiempo para las elecciones, Woodhull fue arrestada junto a su esposo James Blood y a su hermana Tennie Chaflin, acusada de "publicar un periódico obsceno" por el contenido de su última publicación. Las hermanas debieron pasar un mes en la cárcel Ludlow Street, un lugar reservado para los crímenes civiles pero que también albergaba presos acusados de crímenes más serios. Anthony Comstock, el autodenominado defensor moral de la nación en la época, fue quien gestionó las detenciones. Los tres acusados salieron de la cárcel seis meses después por un tecnicismo, pero el arresto evitó que Woodhull intentase votar durante las elecciones presidenciales de 1872.
Woodhull volvió a intentar postularse para la presidencia en las elecciones de 1884 y 1892. El 21 de septiembre de 1892, la Convención Nacional de Mujeres Sufragistas la confirmó como candidata, con Mary L. Stowe de California como vicepresidenta. La convención tuvo lugar en el hotel Willard's de Boonville, Nueva York, y fue presidida por Anna M. Parker. Sin embargo, algunas organizaciones a favor del sufragio femenino repudiaron la nominación, bajo el argumento de que el comité elector no estaba autorizado. Woodhull declaró que estaba "destinada" por "profecías" a ser elegida como presidenta de los Estados Unidos en las próximas elecciones.

## Vida en Inglaterra y tercer matrimonio
En octubre de 1876, Woodhull se divorció de su segundo esposo, el coronel Blood. Menos de un año después, exhausta y posiblemente deprimida, emigró a Inglaterra para comenzar una nueva vida. Realizó su primera aparición pública como conferenciante en St. James's Hall, Londres, el 4 de diciembre de 1877. Su conferencia, que ya había presentado en su país natal, se tituló "El cuerpo humano, un templo de Dios". El banquero John Biddulph Martin, que asistió a una de sus conferencias, fue quien terminó convirtiéndose en el tercer esposo de Woodhull el 31 de octubre de 1883. Su familia desaprobaba la unión.
Desde ese momento, Victoria comenzó a ser conocida como Victoria Woodhull Martin. Con su nuevo nombre, publicó la revista The Humanitarian entre 1892 y 1901, con la ayuda de su hija, Zula Woodhull. Después del fallecimiento de su esposo, en 1901, Martin decidió dejar de publicar, se mudó a la campiña y fijó su residencia en Bredon's Norton.

## Fallecimiento y legado

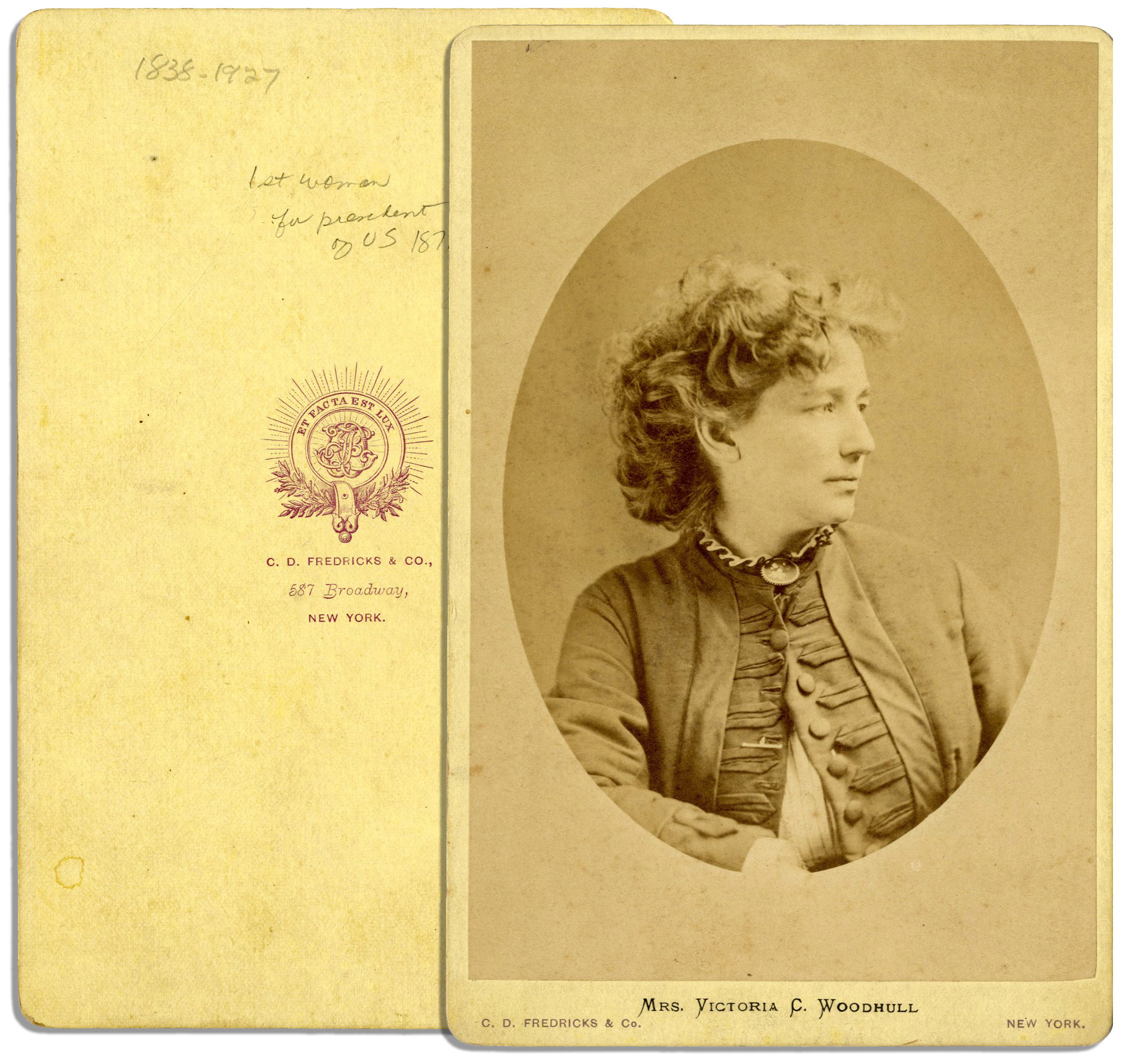
Retrato de Victoria Woodhull para tarjeta de gabinete.

Woodhull, en ese momento conocida como Victoria Martin, falleció el 10 de junio de 1927 en Norton Park, Worcestershire, cerca de Tewkesbury, Inglaterra. En la abadía de Tewkesbury se erigió un cenotafio en su memoria por su contribución a mejorar la relación entre los Estados Unidos y el Reino Unido.
En 1980, se estrenó en Broadway Onward Victoria, un musical inspirado en la vida de Woodhull. En 2012, Victoria Bond compuso la ópera Mrs. President, que se basa en la historia de Woodhull y su intento de postularse para las elecciones presidenciales en los Estados Unidos. La ópera se estrenó en Anchorage, Alaska ese mismo año.
En 2001, Victoria Woodhull fue incluida póstumamente en el National Women's Hall of Fame.

## Publicaciones
- Antje Schrupp, Das Aufsehen erregende Leben der Victoria Woodhull (2002: Helmer).
- Woodhull, Victoria C., Free Lover: Sex, Marriage and Eugenics in the Early Speeches of Victoria Woodhull (Seattle, 2005). Incluye "The Principle of Social Freedom" (1872), "The Scare-crows of Sexual Slavery" (1873), "The Elixir of Life" (1873) y "Tried as by Fire" (1873–74). ISBN 1-58742-050-3.
- Woodhull, Victoria C., Lady Eugenist: Feminist Eugenics in the Speeches and Writings of Victoria Woodhull (Seattle, 2005). Incluye "Children—Their Rights and Privileges" (1871), "The Garden of Eden" (1875, publ. 1890), "Stirpiculture" (1888), "Humanitarian Government" (1890), "The Rapid Multiplication of the Unfit" (1891) y "The Scientific Propagation of the Human Race" (1893). ISBN 1-58742-040-6.
- Woodhull, Victoria C., Constitutional equality the logical result of the XIV and XV Amendments, which not only declare who are citizens, but also define their rights, one of which is the right to vote without regard to sex. Nueva York: 1870.
- Woodhull, Victoria C., The Origin, Tendencies and Principles of Government, or, A Review of the Rise and Fall of Nations from Early Historic Time to the Present. Nueva York: Woodhull, Claflin & Company, 1871.
- Woodhull, Victoria C., Speech of Victoria C. Woodhull on the great political issue of constitutional equality, delivered in Lincoln Hall, Washington, Cooper Institute, New York Academy of Music, Brooklyn, Academy of Music, Philadelphia, Opera House, Siracusa: together with her secession speech delivered at Apollo Hall. 1871.
- Woodhull, Victoria C. Martin, "The Rapid Multiplication of the Unfit". Nueva York, 1891.
- Davis, Paulina W., ed. A history of the national woman's rights movement for twenty years. Nueva York: Journeymen Printers' Cooperative Association, 1871.
- Riddle, A.G., The Right of women to exercise the elective franchise under the Fourteenth Article of the Constitution: speech of A.G. Riddle in the Suffrage Convention at Washington, January 11, 1871: the argument was made in support of the Woodhull memorial, before the Judiciary Committee of the House of Representatives, and reproduced in the Convention. Washington: 1871.